# Navarino (Wisconsin)
Navarino – miasto w Stanach Zjednoczonych, w stanie Wisconsin, w hrabstwie Shawano.